# Carl Traugott Eisrich
Carl Traugott Eisrich (russisch Карл Трауготт Эйзерих; * 1776 in Bayreuth; † 1835 in St. Petersburg) war ein bayreuthisch-russischer Komponist und Dirigent.

## Leben
Eisrich studierte in Dresden bei Christian Ehregott Weinlig. Er trat als Geiger, Pianist und Opernsänger (Bass) auf.
Ab 1807 arbeitete Eisrich im russischen Kurland. Er widmete seine Sechs französischen Romanzen der Herzogin Dorothea von Kurland. Seine seinem Lehrer Weinlig gewidmeten Drei Lieder veröffentlichte er 1808 in Mitau. 1811–1820 und dann ab 1826 war er musikalischer Leiter des Rigaer Stadttheaters. Seine bedeutendsten Aufführungen in Riga waren Mozarts Le nozze di Figaro (1815), Beethovens Fidelio (1818) und Rossinis Tancredi (1819). 1820 wurde er musikalischer Leiter der ersten Operntruppe in Memel.
Eisrich komponierte viele Lieder. In Riga schuf er die Opern Theodora (1811) und Das Dorf im Gebirge (1812) nach Libretti von August von Kotzebue, Der Fassbinder (1813, Libretto von Nicolas-Médard Audinot und François-Antoine Quétant), Claudine von Villa Bella (1813, nach Goethes Schauspiel), Die Mädchengarnison (1814, Libretto von Heinrich Gottlieb Schmieder) und Pyramus und Thisbe (1816, Libretto von Rudolf von Bergen). Seine Oper Felicia nach dem Libretto von Friedrich Albert Gebhard wurde 1818 in St. Petersburg und von einer Amateur-Truppe 1820 in Reval aufgeführt.
1828 ging Eisrich nach St. Petersburg und komponierte zusammen mit Catterino Cavos die Schauspielmusik für Stepan Wiskowatows Freude der Moldauer oder der Sieg mit Balletten von Charles-Louis Didelot und Auguste Poireau. 1830–1831 leitete Eisrich ein St. Petersburger Amateur-Orchester.
Eisrichs Tochter Marija Leonowa war Opernsängerin. Sein Sohn Karl Karlowitsch Eisrich (1817–1881) war Pianist und Dirigent in Kasan, Saratow, Simbirsk und Nischni Nowgorod, wo er mit seinem Schüler Mili Balakirew an Alexander Ulybyschews Quartetttreffen teilnahm.